# Bergbraunelle

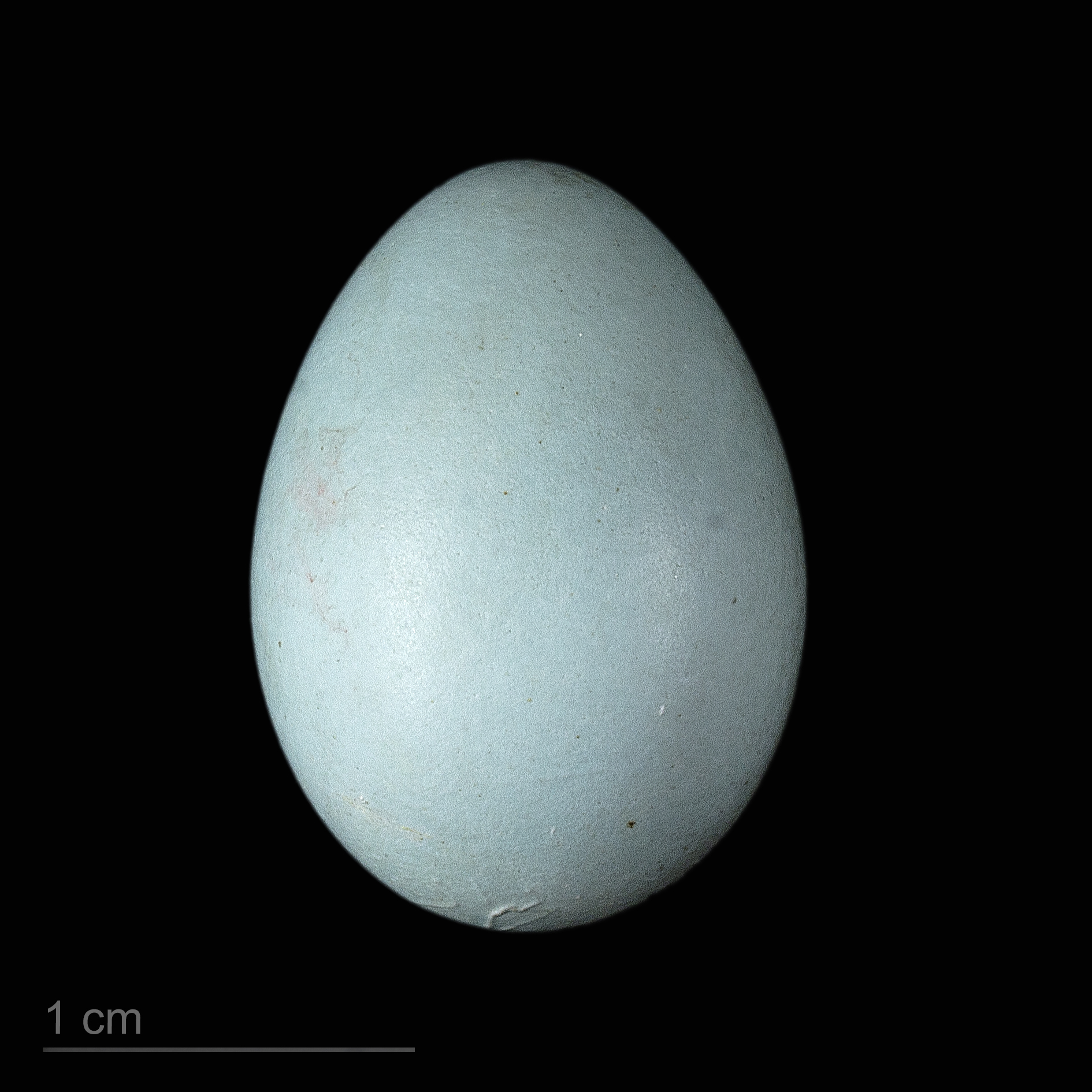
Prunella montanella, Sammlung Museum von Toulouse

Die Bergbraunelle (Prunella montanella) ist ein Sperlingsvogel aus der Familie der Braunellen. Sie besiedelt die Bergwälder Sibiriens vom Ural bis zur Tschuktschen-Halbinsel.

## Beschreibung

### Aussehen
Die 13 bis 14,5 cm lange Bergbraunelle ähnelt der Heckenbraunelle in Größe und Habitus, unterscheidet sich aber durch ihre auffällige Kopfzeichnung. Der Oberkopf ist schwarzbraun mit einer etwas helleren Streifung auf dem Scheitel. Er hebt sich deutlich von einem ockergelben, breiten Überaugenstreif ab, der bis in den Nacken reicht. Ebenfalls dunkelbraun sind Zügel und Ohrdecken, die eine deutliche Maske bilden. Die ockergelbe Färbung setzt sich auf Kehle, Bart, Hals und Brust fort. An den Halsseiten zeigt sich ein aschgrauer Fleck, der zur Kehle fast sichelförmig auslaufend in die ockerfarbenen Partien hineinragt und dort Hals- und Brustseiten deutlich voneinander absetzt. Am Bauch geht das Ockergelb in etwas blasseres Beige bis gelbliches Weiß über, die Seiten sind dunkel gestreift. Auf der Brust zeigt sich eine dunkle Wölkung. Flügel und Schwanz ähneln stark der Heckenbraunelle, die Unterflügeldecken sind blass ockerfarben wie die Unterseite. Die Achselfedern zeigen einen grauen Anflug.
Ein Sexualdimorphismus ist nur sehr schwach ausgeprägt. Beim Weibchen ist das dunkle Braun der Kopfzeichnung sehr viel weniger intensiv, dies ist jedoch kein sicheres Unterscheidungsmerkmal zum Männchen. Durch Gefiederabnutzung lassen beide Geschlechter im Laufe des Jahres in der Farbintensität des Gefieders nach, hin zu einem etwas gräulicheren, blasseren Erscheinungsbild.
Die Füße sind fleischfarben bis gelblich braun, der Schnabel schwarzbraun mit bräunlich heller Basis des Unterschnabels. Die Iris der Bergbraunelle ist hellbraun.

### Stimme
Der Gesang ist dem der Heckenbraunelle sehr ähnlich. Der häufigste Ruf ist ein klingelndes oder schwirrendes didididi, das ein wenig an den Ruf des Seidenschwanzes erinnern kann.

## Lebensweise, Verbreitung und Bestand

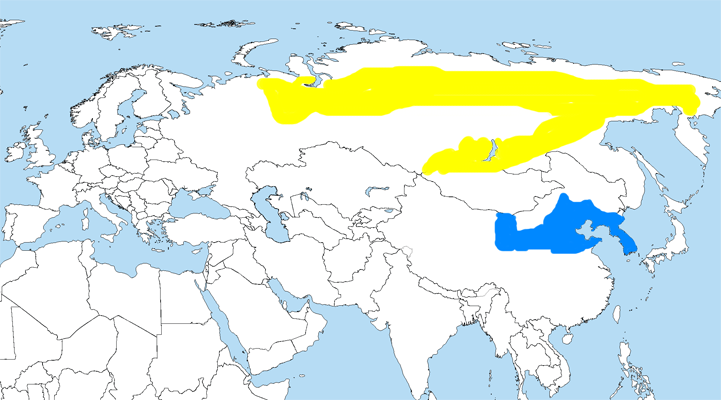
Sommer
Winter

Sie brütet in Wäldern mit viel Unterholz und an Ufern von Gewässern. Das Nest wird in einem Strauch in Bodennähe errichtet. Es besteht aus Zweigen, Wurzeln und Gras und wird mit Moos, Haaren und Federn ausgekleidet. Es ist napfförmig und besitzt eine tiefe Mulde. Die Brutzeit der Braunelle erstreckt sich von Mai bis Juli. In dieser Zeit legt das Weibchen vier bis sechs blaugrüne bis blaugraue Eier, die es etwa 11 bis 12 Tage lang bebrütet. Weitere Details zur Fortpflanzung sind nicht bekannt.
Der Vogel pickt wirbellose Tiere wie Insekten, Spinnen und Larven vom Boden oder fängt sie im Flug und auf Bäumen. Seltener frisst er auch Beeren und Samen.
Die Bergbraunelle kommt in den Nadelwäldern der Taiga Sibiriens vor. Sie bewohnt aber auch dünn bewachsene Gebiete am Rand der Tundra und Hochgebirge bis zur Baumgrenze.
Ihr Brutgebiet erstreckt sich vom Ural ostwärts bis zur Tschuktschen-Halbinsel und in einem dünnen Band von der Mongolei bis zum Baikalsee. In Skandinavien, im Baltikum, in Italien, im Irak, in Japan, Alaska und Westkanada ist sie eine Ausnahmeerscheinung. In die drei letztgenannten Gebiete verfliegt sie sich manchmal auf ihren Zugwegen. Im Oktober 2016 wurde sie erstmals in Deutschland und in den Niederlanden gesichtet.
Im September und Oktober zieht sie über Kasachstan und die Mongolei Richtung Süden und überwintert in Ostchina, Nordindien, Bangladesch, im westlichen Himalaya, in Korea und Pakistan. Der Rückzug erfolgt etwa im April.
Die Größe des europäischen Bestandes beträgt nur 100 bis 500 Brutpaare. Außerhalb Europas dürfte der Bestand aber deutlich größer sein. Zurzeit gibt es weder Anhaltspunkte für einen Niedergang der Populationen, noch für eine Bestandszunahme. Die IUCN listet die Bergbraunelle als least concern.

## Unterarten
Es treten zwei Unterarten auf:
- P. m. montanella (Pallas 1776) – Westsibirien bis zur unteren Lena
- P. m. badia (Portenko 1929) – Tschuktschen-Halbinsel